# Alessandro Criscuolo
Alessandro Criscuolo (Napoli, 15 luglio 1937 – Napoli, 10 marzo 2020) è stato un magistrato italiano, giudice costituzionale dal 2008 al 2017 e Presidente della Corte costituzionale dal 12 novembre 2014 al 24 febbraio 2016.

## Biografia

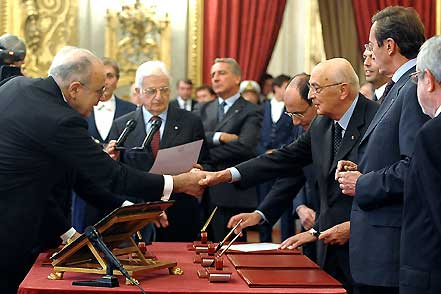
Il giudice costituzionale Alessandro Criscuolo giura davanti agli allora Presidente della Repubblica, Giorgio Napolitano, della Camera, Gianfranco Fini, e del Senato, Renato Schifani

In magistratura dal 1964, ha iniziato la sua attività prima alla pretura di Pomigliano d'Arco e poi a Napoli. Nel 1975 è passato al tribunale di Napoli e poi nel 1987 alla Corte d'Appello della stessa città.
Dal 1984 al 1988 è stato presidente dell'Associazione nazionale magistrati.
Nel 1990 è stato eletto nel Consiglio superiore della magistratura di cui ha fatto parte fino al 1994.
Rientrato in ruolo, è stato nominato consigliere di Cassazione; presso tale corte ha raggiunto, nel 2005, il rango di presidente prima della sesta sezione penale e poi della prima sezione civile.
Il 28 ottobre 2008 è stato eletto alla Corte costituzionale con un'elezione al primo turno (non succedeva da 27 anni che non si dovesse ricorrere al ballottaggio). Ha giurato, ed è quindi entrato ufficialmente in carica, l'11 novembre successivo.
Il 12 novembre 2014 è stato eletto presidente della Corte Costituzionale con 8 voti a favore su 14 votanti succedendo a Giuseppe Tesauro. Il 24 febbraio 2016 ha rassegnato, dopo averle annunciate l'11 del mese, le proprie dimissioni, per motivi familiari, dall'incarico di Presidente della Corte rimanendo in carica come giudice; lo stesso giorno gli è succeduto Paolo Grossi.
È morto a Napoli il 10 marzo 2020, all'età di 82 anni.